# 모닥
모닥(산스크리트어: मोदकम् 모다캄, 마라티어: मोदक)은 많은 인도 주와 문화에서 인기 있는 달콤한 덤플링 요리로, 힌두교와 불교에서 각각 가네샤와 부처가 가장 좋아하는 요리 중 하나로 여겨져 기도에 사용된다. 모닥 내부의 달콤한 필링은 갓 갈은 코코넛과 재거리로 구성되어 있으며 외부의 부드러운 만두피는 쌀가루 또는 밀가루와 카바 또는 마이다가루를 혼합하여 만든다.
모닥은 튀김과 찜 두 종류가 있다. 찐 모닥(ukdiche modak)은 종종 버터 기름과 함께 뜨겁게 제공된다.

## 역사
요리사 다라 골드스타인에 따르면 모다카는 기원전 200년경으로 거슬러 올라가는 고대 과자이다. 모다카에 대한 초기 언급은 아유르베다, 라마야나, 마하바라타에서 발견되며, 여기서 모다카는 달콤한 속을 채운 만두 과자로 묘사된다. 상감 문학에서도 고대 도시 마두라이에서 노점상들이 판매했던 달콤한 속을 채운 쌀 만두로 모다카와 비슷하게 언급하고 있다. 중세 요리 문헌인 마나솔라사에 따르면 쌀가루와 카다멈, 장뇌와 같은 향기로운 향신료가 들어간 달콤한 속을 준비한 모다카는 우박처럼 생겼다고 해서 바르소팔라골라카라고 불렸다고 설명한다. 튀긴 모다카는 밀가루로 만든 것이고, 찐 모다카는 쌀가루로 만든 것이다.
힌두교 맥락에서 '모다카'라는 단어는 기쁨, 행복, 기쁨을 뜻하는 '모다'와 '프라모다'라는 단어에서 유래한 것으로 설명되며, 모다카는 행운의 신 가네샤가 신자들에게 내리는 선물이며, 모다카의 모양은 돈 봉투를 상징한다고도 한다. 따라서 부가 인간에게 주는 모든 달콤한 쾌락을 상징하는 데도 사용된다. 탄트라적 맥락에서 모다카의 모양은 위쪽을 향한 삼각형을 상징하는 것으로 보이는데, 탄트라 예술에서는 물질적 현실인 샤크티를 나타내는 아래쪽을 향한 삼각형과 대조적으로 시바, 즉 영적 현실을 나타낸다.

## 종교적 의미

### 힌두교
모닥은 힌두교 신인 가네샤가 가장 좋아하는 과자로 간주된다. 이 때문에 그는 산스크리트어로 모닥을 좋아하는 사람이라는 뜻의 모다카프리야(산스크리트어: मोदकप्रिय)라는 별명을 얻었다. 모닥이라는 단어는 "행복의 작은 부분"을 의미하며 영적 지식을 상징한다. 가네쉬 차투르티 동안 푸자는 일반적으로 가네샤에게 21개 또는 101개의 모닥을 제공하는 것으로 끝난다. 밀가루 피 버전도 사용되지만 쌀가루 피로 만든 모닥이 이러한 목적으로 선호되는 경우가 많다. 인도 전역의 가네샤 사원 외지 기업은 일반적으로 미리 포장된/기성품 버전의 모닥을 판매한다.

### 불교
모닥은 또한 석가모니가 가장 좋아하는 과자로 간주된다. 석가탄신일에는 부처에게 모닥을 바친다.

### 일본
일본에서는 현지에서 환희단(일본어: 歓喜団 칸키단[*])으로 알려진 모닥과 유사한 과자가 불교판 가네샤인 환희천 신과 부처 모두에게 봉헌된다. 환희단은 커드, 꿀, 팥으로 만든다. 볶은 밀가루로 반죽한 반죽에 싸서 롤빵 모양으로 만든 후 튀긴다. 그러나 대다수의 일본인은 무종교이기 때문에 쇼가츠, 문화의 날, 크리스마스, 할로윈, 생일 및 퇴직 파티와 같은 모든 경우에 먹을 수 있다.

### 말레이 세계
말레이 세계에서 모닥은 쿠이 모닥(kuih modak, 말레이시아, 브루나이, 싱가포르) 또는 쿠에 모닥(kue modak, 인도네시아)으로 알려져 있다.

### 태국
태국에서 모닥은 콴놈 톤(ขนมต้ม)으로 알려져 있으며 피카넷 또는 피카네수완(태국판 가네샤)과 부처에게 봉헌된다. 콴놈 톤은 코코넛 조각으로 덮여 있다.

## 변형
| 유형                    | 형질 |
| ----------------------- | --- |
| 찐 모닥(ukadiche modak) | 코코넛과 설탕/재거리로 만들어졌다. 이 변형은 특히 가네쉬 축제 기간 동안 준비된다. 그들은 손으로 만들고 증기에서 요리한다. 그것들은 부패하기 쉬우므로 즉시 섭취해야 한다. |
| 모닥튀김                | 찌지 않고 기름에 튀긴다. 튀기면 모닥이 더 오래 지속되고 맛이 달라진다.                                                                                                   |
| 마와 모닥               | 이들은 모닥 모양의 코야 (유고형분) 기반 제제이다. 피스타치오, 카다멈, 초콜릿, 아몬드 등의 재료를 첨가하여 다양한 맛을 낼 수 있다.                                        |

## 같이 보기
- 소를 넣은 음식 목록